# Wereldorganisatie voor de Intellectuele Eigendom

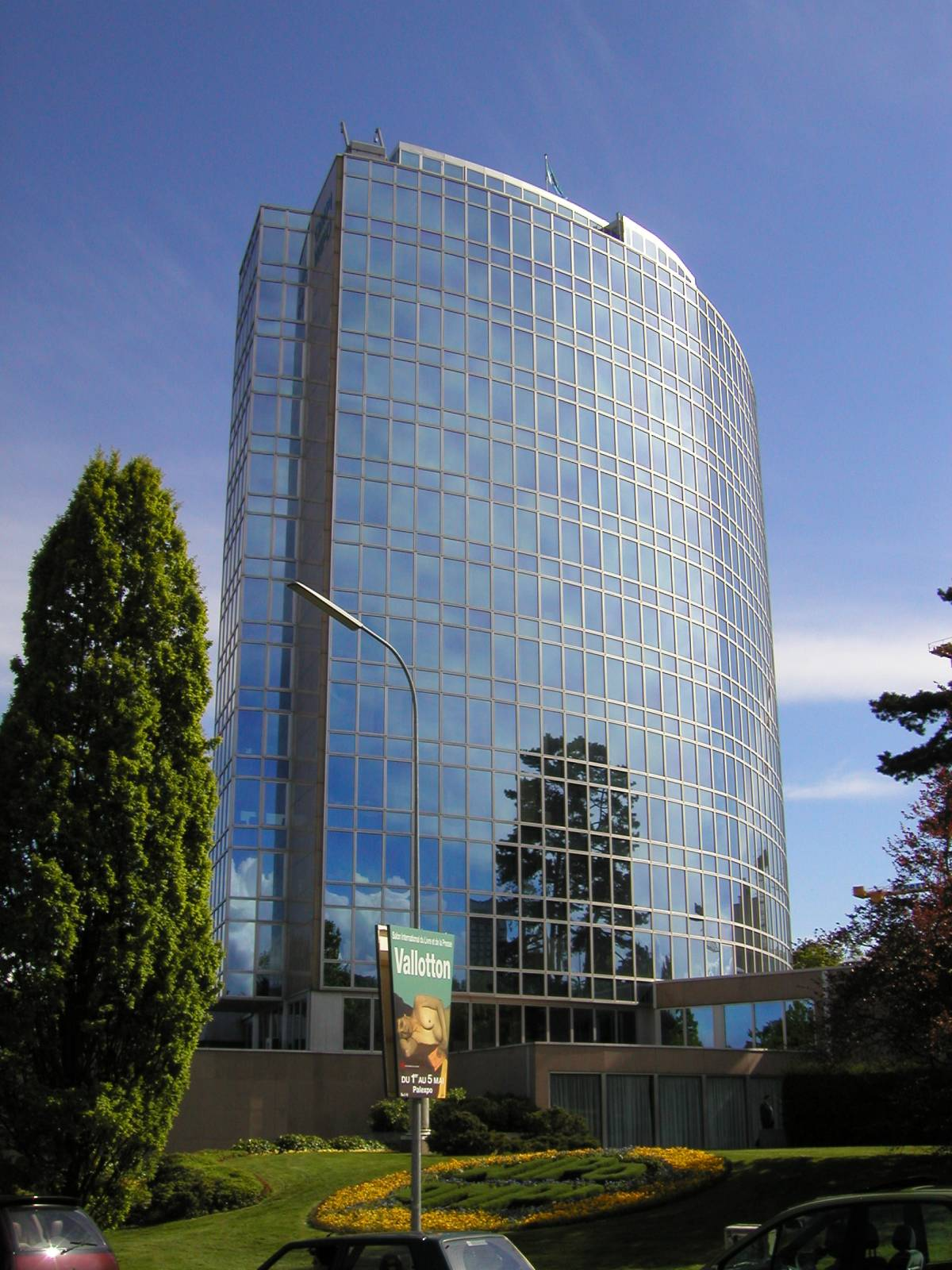
Hoofdkantoor van de Wereldorganisatie voor de Intellectuele Eigendom

De Wereldorganisatie voor de Intellectuele Eigendom (WIPO, van het Engelse World Intellectual Property Organization) is sinds 1967 een internationale organisatie gewijd aan het beschermen van intellectuele monopolies. WIPO is een gespecialiseerde organisatie van de Verenigde Naties. WIPO heeft 187 lidstaten, en beheert 23 internationale verdragen. Het hoofdkwartier bevindt zich in Genève, Zwitserland.
Sinds 1974 is de WIPO onderdeel van de VN. Haar voorganger, de BIRPI (Bureaux Internationaux Réunis pour la Protection de la Propriété Intellectuelle), was in 1893 opgezet om de Berner Conventie voor de bescherming van literaire en artistieke werken te bewaken. In tegenstelling tot andere VN-organisaties beschikt de WIPO over grote financiële bronnen. Deze vloeien voort uit het Verdrag tot samenwerking inzake octrooien. In 1970 werd de directeur van de BIRPI, de Nederlander Georg Bodenhausen, de eerste secretaris-generaal van de WIPO.
De WIPO is een forum waarin elk land één stem heeft. Dit is belangrijk, omdat er een aanzienlijke noord-zuidkloof bestaat in de politiek van intellectuele monopolies. Gedurende de jaren zestig en zeventig waren ontwikkelingslanden in staat expansies van verdragen voor intellectuele monopolies tegen te houden (zoals universele farmaceutische patenten).
In de jaren tachtig werd de autoriteit over intellectuele monopolies van de WIPO naar het General Agreement on Tariffs and Trade (GATT), later de Wereldhandelsorganisatie (WTO), overgebracht, waar het Noorden een veel grotere controle over de agenda had. Deze strategie toonde zijn succes voor de VS met de inwerkingstelling van het TRIPs-verdrag (Trade-Related Aspects of Intellectual Property Rights).